# The Magician’s Birthday
The Magician’s Birthday (englisch für „Der Geburtstag des Zauberers“) ist das fünfte Studioalbum der britischen Rockband Uriah Heep.

## Entstehungsgeschichte
The Magician’s Birthday wurde schon sechs Monate nach dem Erfolgsalbum Demons and Wizards im November 1972 veröffentlicht. Das Album hat viele Parallelen zum Vorgänger: Wiederum kam das Artwork von Roger Dean, die Bandbesetzung wurde nicht geändert und es hat dasselbe Erscheinungsjahr. Manager Gerry Bron verlangte einen schnellen Nachfolger, und so stand die Band wieder im Studio, obwohl die Demons-and-Wizards-Tour noch nicht beendet war.

## Rezensionen
Ken Hensley bezeichnete das Album selbst als »zusammengewürfelt, wie eine billige Imitation von Demons and Wizards«. Zum Zeitpunkt der Aufnahmen waren nur zwei Stücke fertig ausgearbeitet gewesen. Frazer Lewri schrieb dagegen über die Alben Look at Yourself, Demons And Wizards und The Magician’s Birthday »Three of the best from hard rock’s proggiest prospect« (Drei der Besten aus der progressivsten Ausrichtung des Hard Rock).

## Titelliste
1. Sunrise (4:05) (Ken Hensley)
2. Spider Woman (2:27) (Mick Box, David Byron, Lee Kerslake, Gary Thain)
3. Blind Eye (3:33) (Hensley)
4. Echoes in the Dark (4:49) (Hensley)
5. Rain (3:59) (Hensley)
6. Sweet Lorraine (4:15) (Box, Byron, Thain)
7. Tales (4:09) (Hensley)
8. The Magician’s Birthday (10:22) (Hensley, Box, Kerslake)

### Bonustracks der Wiederveröffentlichung von 1996
1. Silver White Man (Instrumental version) (3:43) (Byron)
2. Crystal Ball (4:07) (Thain)

### Bonustracks der Wiederveröffentlichung von 2003
1. Crystal Ball (4:07) (Thain) (bereits auf der Wiederveröffentlichung von 1996 enthalten)
2. Silver White Man (3:40) (Byron)
3. Proud Words (3:24) (Hensley)
4. Echoes in the Dark (Edit) (4:23) (Hensley)
5. Rain (Edit) (3:18) (Hensley)
6. Happy Birthday (4:44) (Hensley, Box, Kerslake) (Edit von „The Magician’s Birthday“)
7. Sunrise (Edit) (2:49) (Hensley)
8. Gary’s Song (4:25) (Thain) (alternative Version des Songs "Crystal Ball")
9. Silver White Man (Instrumental version) (3:43) (Byron) (bereits auf der Wiederveröffentlichung von 1996 enthalten)

### Bonus-CD der Wiederveröffentlichung von 2017
1. Echoes in the Dark (3:13) (Hensley)
2. Sweet Lorraine (4:56) (Box, Byron, Thain)
3. Blind Eye (5:08) (Hensley)
4. Tales (4:02) (Hensley)
5. Silver White Man (4:08) (Byron)
6. Sunrise (4:25) (Hensley)
7. Crystal Ball (4:07) (Thain) (bereits auf den Wiederveröffentlichungen von 1996 und 2003 enthalten)
8. Spider Woman (2:38) (Box, Byron, Kerslake, Thain)
9. The Magician’s Birthday (10:50) (Hensley, Box, Kerslake)
10. Rain (4:40) (Hensley)
11. Silver White Man (Instrumental version) (3:43) (Byron) (bereits auf den Wiederveröffentlichungen von 1996 und 2003 enthalten)
12. Happy Birthday (4:44) (Hensley, Box, Kerslake) (Edit von „The Magician’s Birthday“; bereits auf der Wiederveröffentlichung von 2003 enthalten)
13. Sunrise (3:36) (Hensley) (alternative Singleversion)
14. Sweet Lorraine (3:38) (Box, Byron, Thain) (alternative Singleversion)
15. Gary's Song  (4:25) (Thain) (alternative Version des Songs "Crystal Ball"; bereits auf der Wiederveröffentlichung von 2003 enthalten)

### Informationen zu den Bonustracks
Bei allen Bonustracks der Wiederveröffentlichungen von 1996 und 2003, sowie allen Songs der Bonus-CD von 2017 handelt es sich um zuvor unveröffentlichte Versionen, sofern in Klammern nichts anderes angegeben wurde.

### Wissenswertes
- Der Song „Silver White Man“ wurde ursprünglich 1975 auf David Byrons erstem Soloalbum Take No Prisoners veröffentlicht, ehe 1996 erstmals eine Version von Uriah Heep auf der Wiederveröffentlichung von The Magician’s Birthday erschien.
- Der Song „Proud Words“ wurde ursprünglich 1973 auf Ken Hensleys erstem Soloalbum Proud Words on a Dusty Shelf veröffentlicht, ehe 1996 erstmals auf dem Boxset A Time of Revelation – 25 Years on eine Version von Uriah Heep erschien, die auch auf den Wiederveröffentlichungen von Demons and Wizards enthalten ist. Diese Version wurde während der Aufnahmen zu Demons and Wizards aufgenommen, eine weitere nach der Veröffentlichung des Albums. Diese ist auf der Wiederveröffentlichung von The Magician’s Birthday aus dem Jahre 2003 enthalten.

## Singleauskopplungen
Aus The Magician’s Birthday wurden folgende Singles ausgekoppelt:
- Spider Woman / Sunrise (Edit) (Deutschland, Österreich, Holland, Spanien)
- Sunrise (Edit) / Spider Woman (Japan)
- Sweet Lorraine (Edit) / Blind Eye (USA, Kanada)
- Sweet Lorraine (Edit) / Rain (Italien)
- Sunrise - Sweet Lorraine / Rock’n’Roll Medley (Live) (Brasilien, veröffentlicht 1974)

## Sonstiges
2024 kündigten Uriah Heep eine mehrjährige Abschieds Welttournee an. Der Name dieser Tour The Magician’s Farewell ist an den Albumtitel abgelegnt.